# Tlumočnická kabina

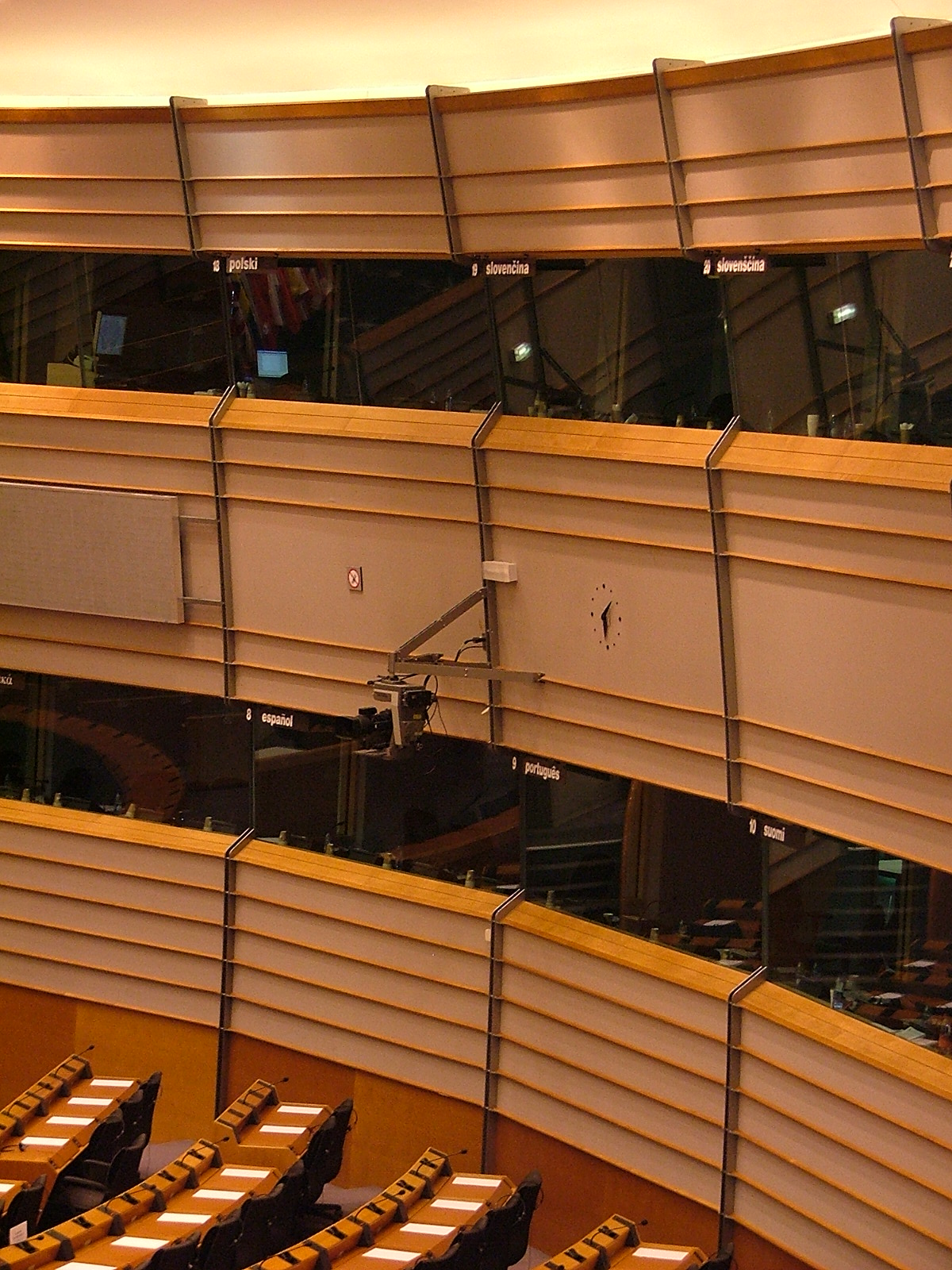
Tlumočnické kabiny v Evropském parlamentu v Bruselu

Termín tlumočnická kabina označuje prostor pro tlumočníky při kabinovém tlumočení vybavený tlumočnickou technikou (sluchátky, mikrofony, přepínači kanálů aj.). Používá se při simultánním tlumočení. Může jít o přenosnou kabinu, nebo o malou místnost s výhledem do sálu, v němž probíhá jednání (výhled do jednacího sálu je pro práci tlumočníka velmi výhodný). Pro každou jazykovou kombinaci je k dispozici samostatná kabina. Kabiny podléhají normě ISO 2603.
Přeneseně pojem kabina označuje skupinu (dvou a více) tlumočníků tlumočících do stejného jazyka z jedné kabiny.

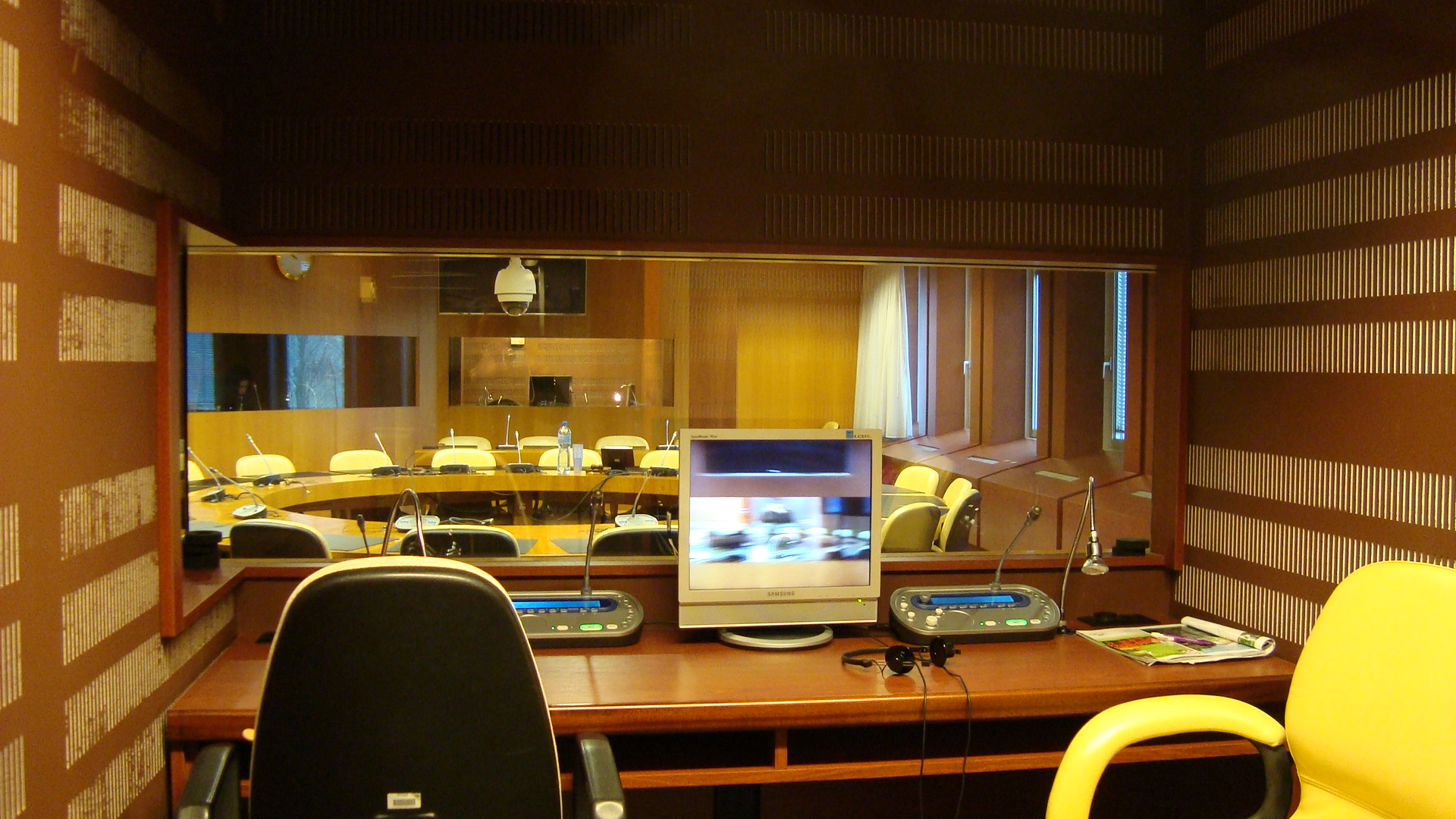
Pohled do tlumočnické kabiny v Ženevě